# Apagomera triangularis
Apagomera triangularis là một loài bọ cánh cứng trong họ Cerambycidae.